# Harri Tiido

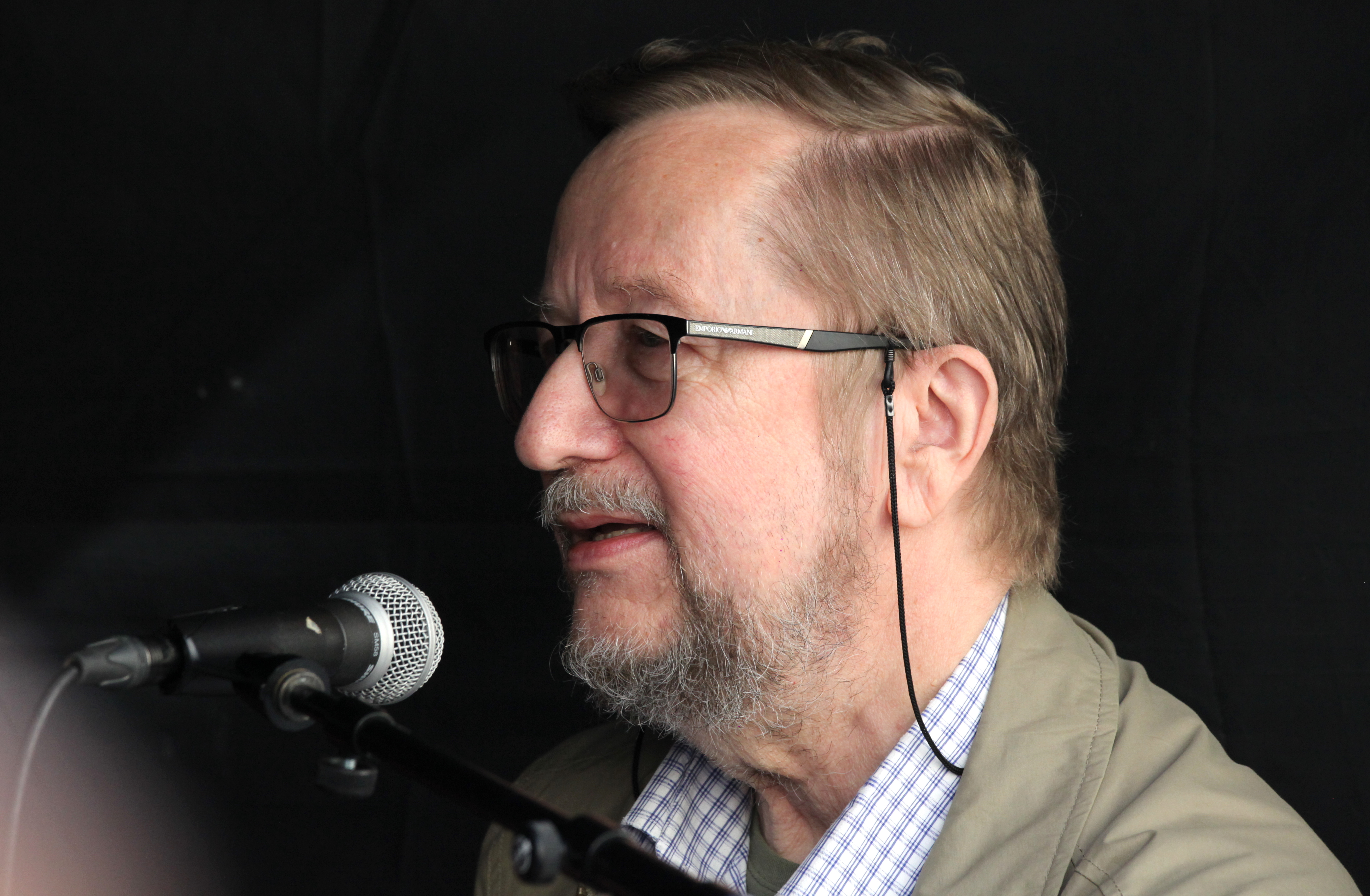
Harri Tiido (2021)

Harri Tiido (né le 8 octobre 1953 à Jõhvi) est un journaliste et diplomate estonien. 

## Carrière
Harri Tiido a étudié à l'Université de Tartu. 
Après ses études, en 1980 il débute comme journaliste à Eesti Raadio puis à Kuku Raadio. 
De 1996 à 1997, il collabore à Voice of America. 
De 1997 à 2000 , il est rédacteur en chef de Kuku Raadio.
De 2000 à 2003, Harri Tiido est sous-secrétaire pour la politique de sécurité du ministère estonien des Affaires étrangères.
En 2003, il est nommé ambassadeur d'Estonie auprès de l'OTAN, il est remplacé en 2007 par Jüri Luik.
En mars 2008, il est accrédité comme premier ambassadeur d'Estonie auprès de l'Afghanistan, résident à Tallinn.
En 2014, il devient ambassadeur d'Estonie en Pologne.
Harri Tiido est membre du Comité exécutif de la Commission trilatérale.
Il parle anglais, finnois et russe.

## Prix et reconnaissance
- 1998, Microphone d'Or
- 2001,  Ordre de l'Étoile blanche d'Estonie de 4e classe
- 2004,  Ordre de l'Étoile blanche d'Estonie de 3e classe